# Sara Doshō
Sara Doshō (jap. 土性沙羅 Doshō Sara; ur. 17 października 1994) – japońska zapaśniczka. Złota medalistka olimpijska z Rio de Janeiro 2016 w kategorii 69 kg i piąta w Tokio 2020 w kategorii 68 kg.
Zdobyła cztery medale na mistrzostwach świata, złoto w 2017. Złota medalistka mistrzostw Azji w 2014, 2016, 2017 i 2019. Pierwsza w Pucharze Świata w 2014 i 2018, a piąta w 2012. Złota medalistka na uniwersjadzie w 2013, jako zawodniczka Shigakkan University w Aichi. Mistrzyni świata juniorów w 2011 i trzecia w 2012 roku.